# Juker

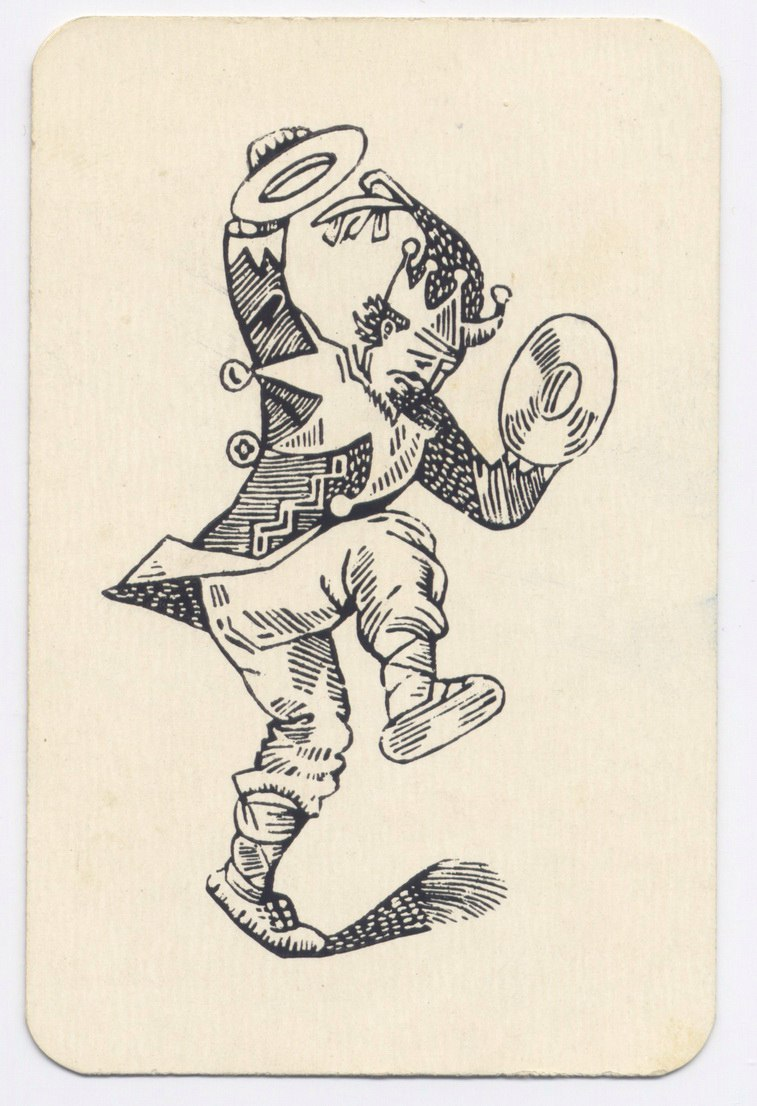
Benek

Juker (Euker, ang. Euchre) – gra karciana dla 4 osób grających w parach podobna do Ecarté. Polega na braniu lew. Wymyślili ją przybywający do Stanów niemieccy emigranci. Prawdopodobnie gra jest matką jokera z 2 powodów: podobna wymowa i drugi ważniejszy – wcześniej jokerem była biała karta zastępcza, z czasem pojawiał się na niej obrazek.
Rozwinięta wersja jukera, rozgrywana talią 43 kart i wzbogacona o licytację bardzo podobną do tej występującej w brydżu jest znana jako Pięćset i jest bardzo popularna w Australii.

## Zasady
Gra jest rozgrywana przez czterech graczy grających w parach (partnerzy siedzą naprzeciwko siebie) talią 25 kart. Talia jest złożona z kart od asa do dziewiątek, plus joker (Benek, ang. Benny). W każdym rozdaniu jeden kolor jest kolorem autowym. Starszeństwo kart w kolorze atutowym jest następujące (od najstarszej):
joker, walet atu, walet o tej samej barwie co atu, A, K, Q, 10, 9.
Starszeństwo w pozostałych kolorach jest standardowe:
A, K, Q, (J), 10, 9.
Rozdający rozdaje każdemu graczowi 5 kart. Pozostałe 5 kart odkłada i odsłania pierwszą z nich. Jej kolor wyznacza kolor atutowy. Następnie rozpoczyna się licytacja poczynając od gracza siedzącego na lewo od rozdającego. Gracz ma do wyboru: 
- zaakceptować kolor atutowy i stać się rozgrywającym,
- spasować,
- zaakceptować kolor atutowy i wybrać grę samodzielną.

Jeżeli gracz spasuje, ten sam wybór otrzymuje kolejny gracz itd. Jeżeli wszyscy gracze spasują, następuje kolejna runda licytacji, w której gracze kolejno otrzymują prawo wyboru dowolnego innego koloru atutowego oraz gry w parze lub samodzielnie.
Jeżeli gracz wybrał kolor atutowy, będzie musiał zdobyć co najmniej 3 lewy. Jeżeli wybrał grę samodzielną, będzie musiał zdobyć 5 lew.
Jeżeli odsłoniętą kartą jest joker, rozgrywającym zostaje rozdający. Wówczas rozdający musi wybrać kolor atutowy bez zaglądania do swoich kart. Następnie bierze swoje karty i jokera i odrzuca jedną kartę, tak aby pozostało mu 5 kart.
Po wyborze koloru atutowego rozpoczyna się licytacja. Jeżeli gra 4 graczy, zaczyna ją osoba siedząca na lewo od rozdającego. Jeżeli gra trzech graczy, zaczyna ją osoba siedząca na lewo od rozgrywającego. Rozgrywka jest typowa dla gier typu wistowego: istnieje obowiązek dokładania do koloru. Jeżeli nie można dołożyć do koloru, można dołożyć dowolną kartę. Należy przy tym pamiętać, że joker i dwa walety liczą się jako karty w kolorze atutowym.

## Punktacja
- Wzięcie 3 lub 4 lew przez drużynę rozgrywającego – 1 pkt[2].
- Wzięcie 5 lew grając w parze – 2 pkt[2].
- Wzięcie mniej niż 3 lew przez drużynę rozgrywającego powoduje, że przeciwnicy otrzymują 2 pkt[2].
- Jeżeli rozgrywający grając sam zdobędzie 5 lew, otrzymuje 4 pkt[2].

Gra toczy się zwykle do 11 pkt. 